# Walshville
Walshville és una població dels Estats Units a l'estat d'Illinois. Segons el cens del 2000 tenia 89 habitants.

## Demografia
Segons el cens del 2000, Walshville tenia 89 habitants, 28 habitatges, i 23 famílies. La densitat de població era de 132,2 habitants/km².
Dels 28 habitatges en un 53,6% hi vivien nens de menys de 18 anys, en un 67,9% hi vivien parelles casades, en un 10,7% dones solteres, i en un 14,3% no eren unitats familiars. En el 10,7% dels habitatges hi vivien persones soles el 7,1% de les quals corresponia a persones de 65 anys o més que vivien soles. El nombre mitjà de persones vivint en cada habitatge era de 3,18 i el nombre mitjà de persones que vivien en cada família era de 3,38.
Per edats la població es repartia de la següent manera: un 34,8% tenia menys de 18 anys, un 6,7% entre 18 i 24, un 33,7% entre 25 i 44, un 15,7% de 45 a 60 i un 9% 65 anys o més.
L'edat mediana era de 31 anys. Per cada 100 dones de 18 o més anys hi havia 114,8 homes.
La renda mediana per habitatge era de 19.219 $ i la renda mediana per família de 19.375 $. Els homes tenien una renda mediana de 80.102 $ mentre que les dones 20.625 $. La renda per capita de la població era d'11.080 $. Aproximadament el 24,1% de les famílies i el 40% de la població estaven per davall del llindar de pobresa.

## Poblacions més properes
El següent diagrama mostra les poblacions més properes.